# Поляки (Варнавинський район)
Поляки (рос. Поляки) — присілок в Варнавинському районі Нижньогородської області Російської Федерації.
Населення становить 61 особу. Входить до складу муніципального утворення Шудська сільрада.

## Історія
Від 2009 року входить до складу муніципального утворення Шудська сільрада.

## Населення
| 1999 | 2002 | 2010 |
| ---- | ---- | ---- |
| 76   | ↘65  | ↘61  |